# 2-й Щипковский переулок
Второ́й Щипко́вский переу́лок — улица в центре Москвы в Замоскворечье от 1-го Щипковского.

## История
Щипковские переулки названы так в XIX веке по улице Щипок. В свою очередь улица Щипок получила своё название по располагавшейся рядом таможенной заставе Земляного города, где провозившиеся в Москву товары тщательно проверяли, для чего щипали или щупали специальными приспособлениями. Сейчас сохранились три переулка: 1-й, 2-й и 4-й. 3-й Щипковский в 1922 году был переименован в Партийный переулок.

## Описание
2-й Щипковский переулок начинается от 1-го Щипковского напротив Завода Ильича, проходит на север, затем резко разворачивается на юго-восток и, сделав петлю, вновь выходит на 1-й Щипковский.

## Здания и сооружения
По нечётной стороне:
- № 11/13 — Учебно-спортивный технический центр. В рамках гражданской инициативы «Последний адрес» на доме установлены мемориальные знаки с именами журналиста Йожефа Погани, военного Петра Михайловича Сидорина и токаря Александра Борисовича Фрумкина[2], расстрелянных в годы сталинских репрессий.

По чётной стороне:
- № 6 — Гурьевская богадельня (1893, архитектор И. Т. Владимиров; 1904 — пристройка по проекту П. А. Виноградова)